# الحدادي
قرية الحدادي هي إحدى القرى التابعة لمركز سيدي سالم في محافظة كفر الشيخ في جمهورية مصر العربية. حسب إحصاءات سنة 2006، بلغ إجمالي السكان في الحدادي 18631 نسمة، منهم 9454 رجلا و9177 امرأة.